# Подцркавље
Подцркавље је насељено место и седиште општине у Бродско-посавској жупанији, Република Хрватска.

## Историја
До територијалне реорганизације у Хрватској налазило се у саставу бивше велике општине Славонски Брод.

## Становништво
На попису становништва 2011. године, општина Подцркавље је имала 2.553 становника, од чега у самом Подцркављу 415.

## Попис1991.
На попису становништва 1991. године, насељено место Подцркавље је имало 310 становника, следећег националног састава:
| Попис 1991.‍ | Попис 1991.‍ | Попис 1991.‍ | Попис 1991.‍ | Попис 1991.‍ |
| ----------- | ----------- | ----------- | ----------- | ----------- |
|             |             |             |             |             |
| Хрвати      | Хрвати      |             | 305         | 98,38%      |
| Срби        | Срби        |             | 4           | 1,29%       |
| Румуни      | Румуни      |             | 1           | 0,32%       |
| укупно: 310 |             |             |             |             |